# Austrorhynchus antarcticus
Austrorhynchus antarcticus is een platworm (Platyhelminthes). De worm is tweeslachtig. De soort leeft in het zoute water.
Het geslacht Austrorhynchus, waarin de platworm wordt geplaatst, wordt tot de familie Polycystididae gerekend. De wetenschappelijke naam van de soort werd voor het eerst geldig gepubliceerd in 2000 door Artois, Vermin & Schockaert.